# Carden-Loyd Mk.VI
La tanqueta Carden Loyd Mk.VI pertenecía a una serie de tanquetas diseñadas y construidas en el Reino Unido durante el periodo de entreguerras, siendo la de más éxito la Mark VI, única versión construida en cantidades significativas. Se convirtió en un diseño clásico de tanqueta en todo el mundo; los países que utilizaron, copiaron y variaron este diseño (con o sin licencia) fueron: Francia (Renault UE Chenillette), Italia (serie CV), URSS (T-27), Polonia (serie TKS), Checoslovaquia (Tančík vz. 33). Muchos más ejércitos dispusieron de tanquetas Carden Loyd fabricadas según sus propias especificaciones. Considerado a veces como tanque ligero, era sin embargo, más un vehículo portador de ametralladoras, tractor de artillería o vehículo de reconocimiento. La principal razón de su éxito fue una combinación de costo accesible, fácil producción, mantenimiento, transporte, velocidad y versatilidad.

## Historia y desarrollo
La tanqueta Carden-Loyd surgió a partir de una idea que comenzó como un proyecto privado, del ingeniero militar y estratega de tanques británico mayor Giffard Le Quesne Martel . En 1925 construyó un pequeño vehículo unipersonal en su garaje al que denominó One Man Tankette y lo mostró a la War Office que después de la demostración encargó a la firma Morris Commercial Motors construir cuatro modelos de prueba, el primero de los cuales fue entregado en 1926. Con la publicación de su idea, otras compañías produjeron sus propias interpretaciones del concepto. Una de ellas fue la compañía Carden-Loyd Tractors Ltd, de John Valentine Carden y Vivian Loyd. Además de vehículos unipersonales como los Mk.I, Mk.I (Star), Mk.II y III propusieron también vehículos de dos plazas que resultaron ser una idea más eficaz y popular; comenzando en un principio con el Carden-Loyd Two Man Tankette y los Mk.IV y V.
Considerado un vehículo de reconocimiento y una posición de ametralladora móvil, el Mark VI fue la etapa final de desarrollo de la serie de tanquetas Carden Loyd. Vickers-Armstrongs las fabricó y comercializó en todo el mundo.
La tanqueta de Carden Loyd fue el prototipo para el Universal Carrier.

## Producción
La producción comenzó en 1927 y terminó en 1935. Entre 1933 y 1935, la producción fue realizada por las Royal Ordnance Factories. Se construyeron unas 450 entre todos los fabricantes. El ejército británico utilizó por lo menos 325 tanquetas Mark VI (otras fuentes indican 348) en diversas variantes, en su mayoría como portadores de ametralladora, así también como tractores de artillería y morteros o vehículos generadores de cortinas de humo.

## Otros usuarios

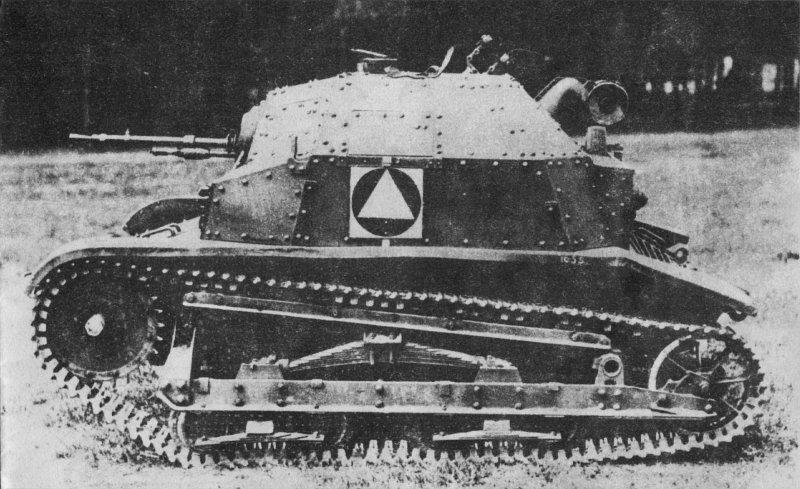
Tanqueta polaca TKS.

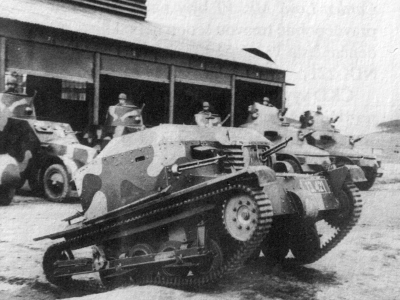
Tanqueta checoslovaca Tančík vz. 33.

En 1929, Polonia compró 10 u 11 tanquetas Mark VI y su licencia de fabricación y las utilizó para el desarrollo de su propia serie de tanquetas TK, que a su vez fueron las predecesoras de las tanquetas TKS.
Checoslovaquia también compró tres tanquetas Mark VI en 1930 y una licencia de fabricación y, a continuación, la fábrica ČKD (Českomoravská Kolben-Daněk) mejoró el diseño, produciendo cuatro prototipos CL-P (Carden Loyd-Praga) con un motor Praga AH y una caja de cambios y trasmisión AN. El diseño estaba influenciado por el Vickers Mark VIb y la tanqueta polaca TKS. Producido en Brno desde 1933 a 1934 que construyó 74 unidades del Tančík vz.33 (las unidades de construcción británica original se consideraron como inutilizables en la guerra moderna). El primer prototipo (P-1) fue enviado como regalo al Shah de Irán.

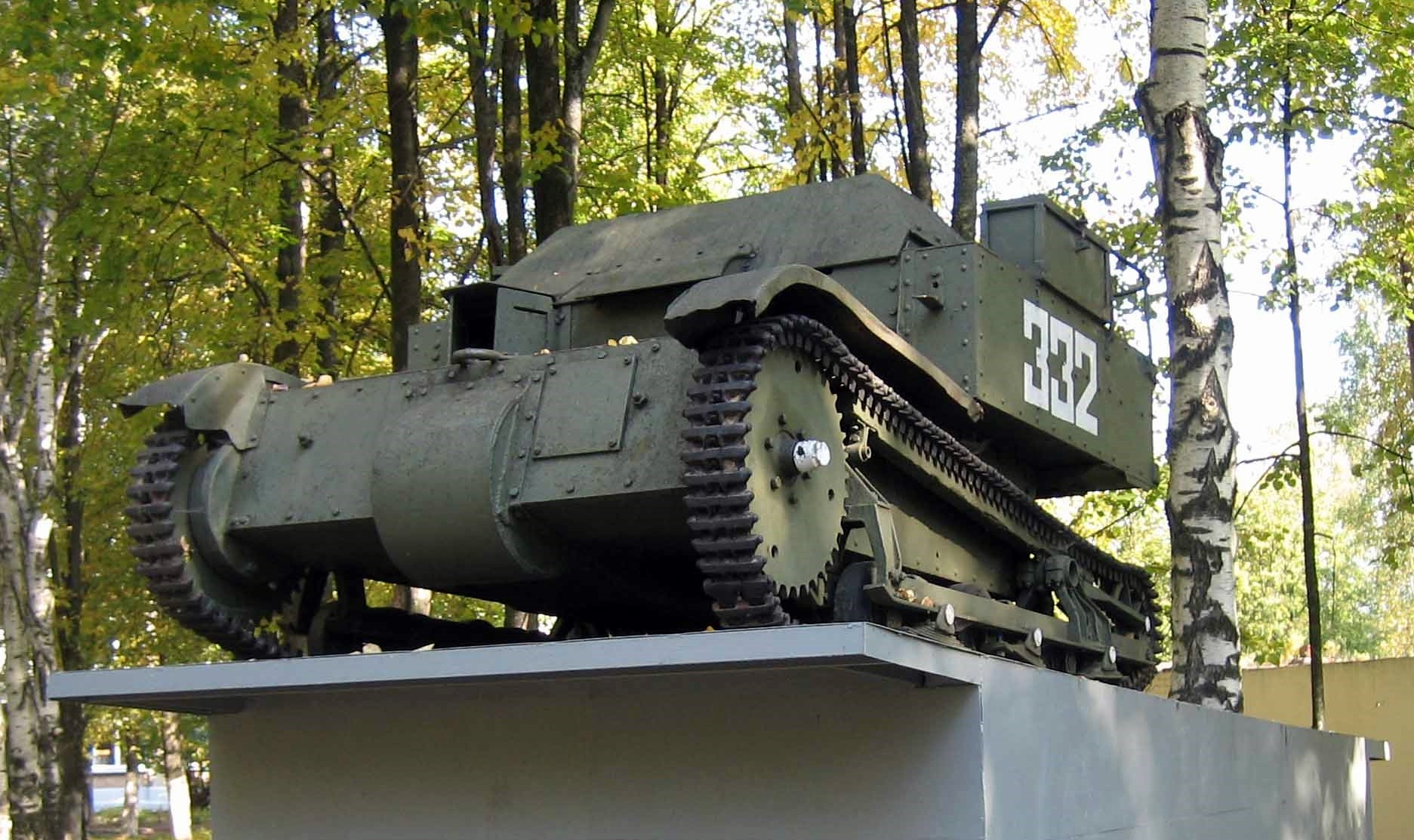
La T-27 del Museo de tanques de Kubinka.

La Unión Soviética compró 20 tanquetas Mk.VI (designadas K-25 en Rusia), así como una licencia. Sin embargo, el proyecto final fue modernizado significativamente y la licencia fue abandonada. En su lugar, la fábrica Bolshevik en Leningrado comenzó la producción de la tanqueta T-27, una variante modernizada y ampliada del diseño británico. Un total de 3.228 T-27 fueron construidas entre 1931 y 1933.
Japón también compró seis tanquetas Mk.VIb y más tarde desarrolló su propio diseño, la Tipo 94 Te-Ke , basada en ellas. Del mismo modo, Italia compró algunas Carden Loyd y FIAT construyó 21 ejemplares de preproducción bajo licencia designadas CV-29 y, a continuación, desarrolló este diseño aún más en la tanqueta L3/33.
Cuarenta y dos unidades similares al British Light Mk.IV o Modelo 1934 fueron compradas entre 1934-1935 por Bélgica, donde fueron convertidas y designadas como Char Léger de Reconnaissance Vickers-Carden-Loyd Mod.1934 T.15, estaban armadas con una ametralladora Hotchkiss de 13,2 mm . También construyeron (entre 303 y 311 según fuentes) a partir de algunos Mark VI adquiridos como tractores de artillería, el cazacarros T-13 en sus tres variantes (B1/B2/B3) armado con él cañón antitanque Modelo 1931 de 47 mm y una ametralladora FN. Modelo 30 de 7,65 mm. Estos "tanques" vieron acción durante la invasión alemana de Bélgica en 1940 y el cañón antitanque de 47 mm del T-13 fue considerado un arma eficaz.
Además, las tanquetas Carden-Loyd también fueron suministradas en pequeñas cantidades a Canadá, Francia, India, Italia, Países Bajos (5), Perú (10) y Siam. Los cinco tanquetas holandesas estuvieron involucradas en la lucha contra las tropas paracaidistas alemanas durante la invasión de mayo de 1940 de los Países Bajos. Las tanquetas francesas Renault UE Chenillette desarmadas se basaban en el diseño Carden-Loyd. Bolivia tenía dos tanquetas Mark VIb que utilizó durante la Guerra del Chaco. Además de esto, el diseño del tanque ligero Panzer I alemán fue influenciado por la tanqueta Carden-Loyd, gracias a la cooperación de la URSS. Un pequeño número fue adquirido por Grecia antes de 1935. Siam tenía alrededor de 60 durante la Guerra franco-tailandesa. Las Carden-Loyd fueron utilizadas también por Chile (5 unidades entregadas en 1936), Dinamarca, la República de China, Finlandia (Mk. IV y modelo 33) y Portugal (6).